# تخم کتان

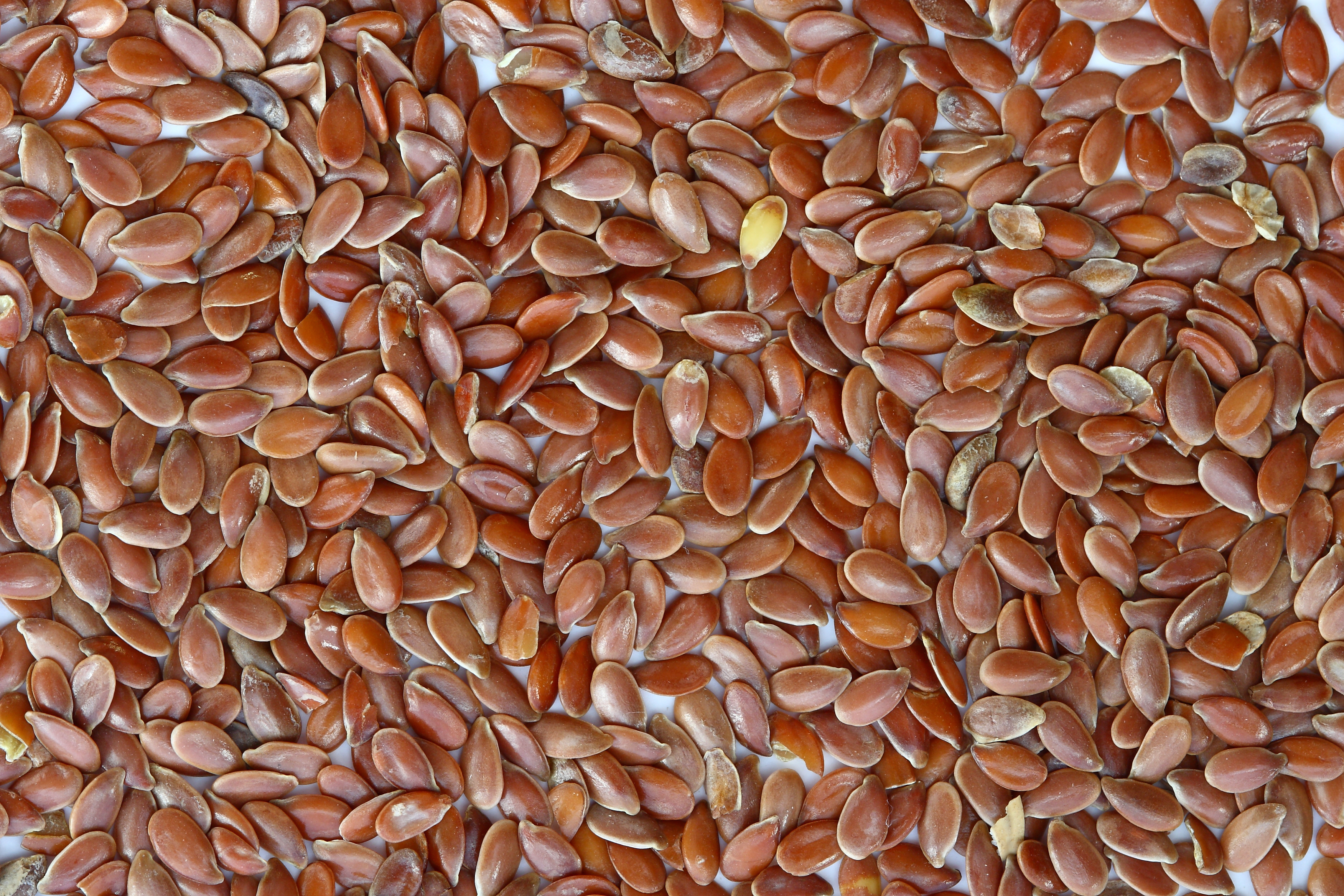
دانه‌های قهوه‌ای

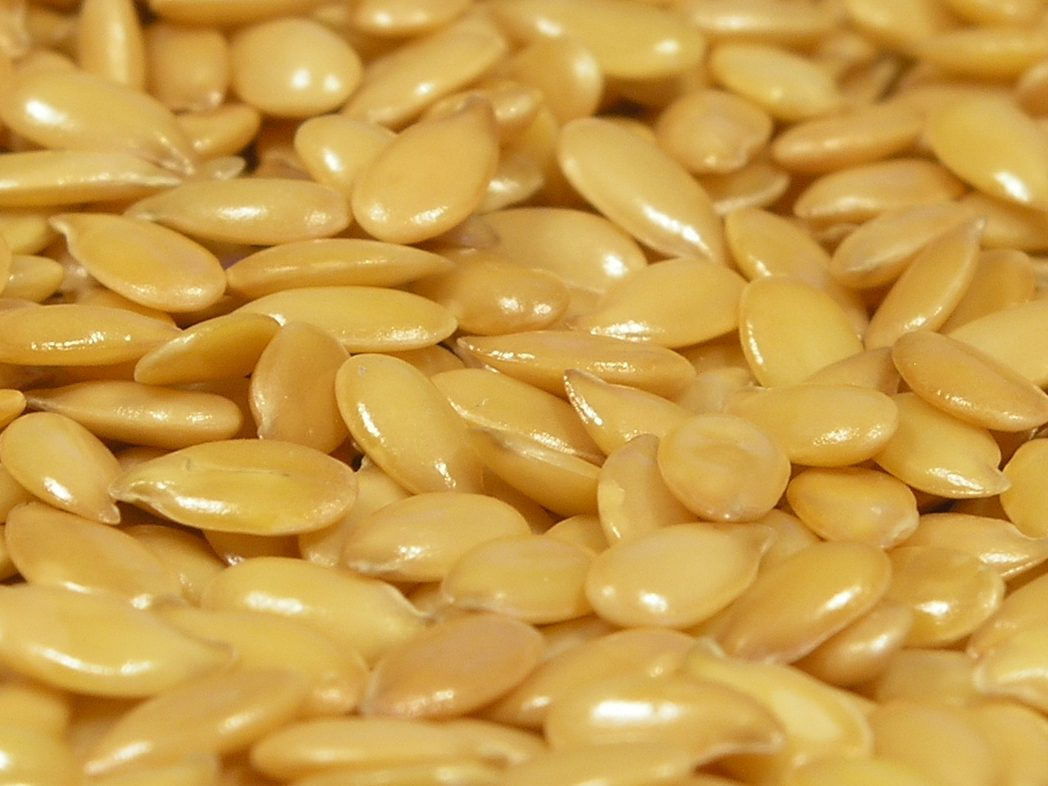
دانه‌های طلایی

تخم کتان (بذر کتان یا تخم بزرک) (با تخم کتان قناری اشتباه نشود canary grass ) به دو شکل ظاهری یافت می‌شود: قهوه‌ای، و زرد طلایی (خود گیاه کتان بیش از ۲۰۰ گونه دارد). با تخم کتان روغن نباتی تولید می‌شود و به عنوان روغن کتان یا روغن بزرک، که یکی از قدیمی‌ترین روغن‌های تجاری است کاربرد دارد. این روغن خوراکی با فشردن سرد و گرم بدست می‌آید. روغن تخم کتان قرن‌هاست که به عنوان یک روغن خشک در نقاشی و پوشش لاک الکل استفاده می‌شود.
در بذر کتان گلیکوزید سیانوژنیک وجود دارد که ماده ایست پیش مرحله‌ای برای ایجاد طبیعی یا تولید صنعتی ماده بسیار سمی هیدروژن سیانید (HCN). از ۱۰۰ گرم بذر کتان می‌توان ۵۰ میلی‌گرم هیدروژن سیانید تولید کرد. مواد شیمیایی معده، در صورت مصرف مقدار عادی بذر کتان (اگر به صورت آرد یا کوبیده مصرف شود)، از مسموم شدن انسان جلوگیری می‌کنند و ضرری متوجه سلامتی انسان نمی‌شود. داغ کردن، پختن و سرخ کردن بذر کتان گلیکوزید‌ها را کاملاً خنثی می‌کند. در اواخر سال ۲۰۱۶ سازمان دولتی تغذیه در سوئد (Livsmedelsverket) نظریه خنثی شدن سموم آرد تخم کتان به وسیلهٔ گرما را زیر سوال برده و اخطار داده که در مصرف احتیاط شود. سازمان دیگری تا امروز (اسفند ۱۳۹۵) این گفته را تأیید نکرده؛ ولی دانه‌های نکوبیده کاملاً بی ضرر هستند.

## دارویی
دانه‌های کتان در طب سنتی به صورت کامل یا کوبیده شده مصارف داخلی و خارجی دارد، از جمله برای درمان التهاب معده و روده، اختلالات دستگاه تنفسی، چشم، عفونت‌ها، سردرد، آنفلوآنزا، تب، روماتیسم و نقرس.تخم کتان منبعی سرشار از مواد مغذی همچون فیبر، منیزیوم، ویتامین B1، اسید چرب آلفا لینولنیک، و امگا ۳ است. بذر کتان منبعی برای چربی سالم، آنتی اکسیدان، و فیبر است.تحقیقات اخیر یافته‌اند که این تخم می‌تواند در کاهش خطر ابتلا به دیابت، سرطان پروستات، سرطان سینه و بیماری‌های قلبی نیز مؤثر باشد.
در مورد لاغر شدن با کمک تخم کتان باید دانست که این بذر گیاهی نقش مستقیمی در کم کردن وزن ایفا نمی‌کند. خوردن تخم کتان با داشتن مواد فیبری فقط عامل می‌شود که مصرف‌کننده احتمالاً کمتر احساس گرسنگی داشته باشد و کمتر غذا بخورد. حالتی که بسیاری مواد غذایی دیگر، از جمله سبزی جات نیز می‌توانند برآورد کنند. خود تخم کتان انرژی زا محسوب می‌شود و می‌تواند وزن را بالا ببرد.

## آشپزی
جوانه تخم کتان خوراکی وکمی با عطر و طعم  تندی است. مصرف بیش از حد تخم کتان با آب ناکافی می‌تواند باعث انسداد روده شود.

## هشدار
- مصرف داخلی تخم کتان می‌تواند عامل زایمان زودرس گردد
- مصرف بیش از حد دانه‌های کتان با آب ناکافی می‌تواند باعث انسداد روده شود
- زنان شیرده بهتر است از مصرف تخم کتان خودداری کنند